# 昭平水电站
昭平水电站位于中国广西壮族自治区昭平县县城以北4.5千米的桂江松林峡出口处，是桂江梯级开发规划的第二级水电站。电站工程于1989年开工，1994年第一台机组发电，1995年竣工。大坝为混凝土重力坝，坝顶长189.5米，坝高39.5米，坝顶宽14.5米。电站装机容量63兆瓦，年均发电量2.3亿千瓦时。电站水库库容1.22亿立方米，水面面积7.65平方千米，回水长26.08千米。水电站建成前，上游桂江河谷深切，滩多水急。建成后改善航道27千米，灌溉农田46.7公顷，年供工业和生活用水630万立方米。